# Халикарнас
Халикарнас (на старогръцки: Ἁλικαρνᾱσσός или Ἀλικαρνασσός) е античен крайбрежен град в югозападна Мала Азия. Градът е основан от дорийски гърци по време на дорийското нашествие през гръцките тъмни векове. Тогава в градовете по крайбрежието на царство Кария се заселват гърци. Халикарнас става част от дорийския хексаполис заедно с Кос, Книдос, Линдос, Камирос и Иалисос, но впоследствие е изключен.
В началото на 5 в. пр.н.е. Халикарнас се управлява от царица Артемизия I, прославила се в битката при Саламин. Друг известен жител е Херодот, роден тук, но около 457 г. пр.н.е. принуден да напусне града. който по това време е част от Персийската империя като столица на сатрапия Кария. Стратегическото положение на града му осигурява значителна автономия. Археологическите находки от района се съхраняват в музея в Бодрум кале.
Мавзолеят в Халикарнас е едно от старите седем чудеса на света. Представлява солиден храм с 36 колони в йонийски стил. През Средните векове върху неговите руини възниква рибарско селище, а днес това е град Бодрум, вилает Мугла в Турция.